# Pere Calders
Pere Calders i Rossinyol (Barcelona, 29 de setembro de 1912 — 21 de julho de 1994) foi um escritor, jornalista e desenhista espanhol, conhecido particularmente pela sua atuação como contista. Ao longo de sua vida, ele recebeu, entre outros prêmios, a Creu de Sant Jordi, em 1982, e o Premi d'Honor de les Lletres Catalanes, em 1986. Além de contos, Calders também escreveu vários romances e artigos de jornal em algumas das publicações mais importantes da Catalunha. Seus escritos se destacaram por serem irônicos e às vezes fantasiosos. Como desenhista, dirigiu o semanário L'Esquella de la Torratxa, ao lado do amigo Tísner.

## Biografia
Estudou na Escola de Belas Artes de Barcelona, e combinava sua profissão de cartunista com a vocação literária.
Após a Guerra Civil Espanhola, onde Calders lutou no lado dos republicanos, ele partiu para o exílio no México, e viveu lá por 23 anos. Com os contos escritos nos primeiros anos de exílio, fez uma coletânea chamada Cròniques de la veritat oculta, seu livro mais conhecido, com o qual ganhou o Prêmio Víctor Català, em 1954. Calders não se popularizou muito até 1978, com a estreia de Antaviana, peça de Dagoll Dagom, baseada em contos do autor. Após o sucesso de Antaviana, muitos de seus livros foram republicados e sua obra traduzida para 15 idiomas diferentes.

### Morte
Pere Calders morreu em 22 de julho de 1994 aos 81 anos, vítima de um câncer. O autor deixou inacabadas as suas memórias que pretendia publicar com o título humorístico de Les meves amnèsies.

## Obra

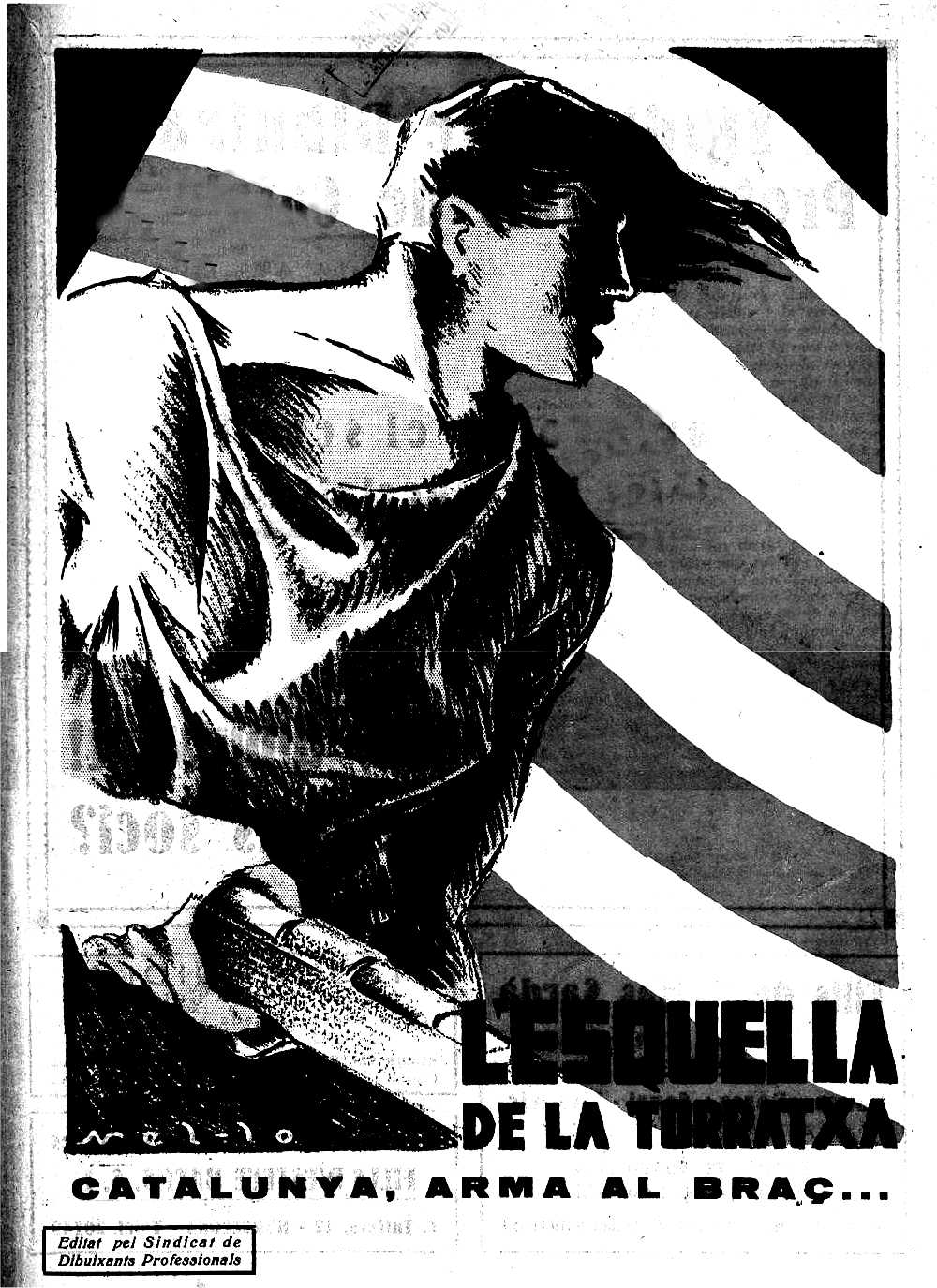
Pere Calders dirigiu junto a Tísner o L'Esquella de la Torratxa durante a Guerra Civil espanhola.

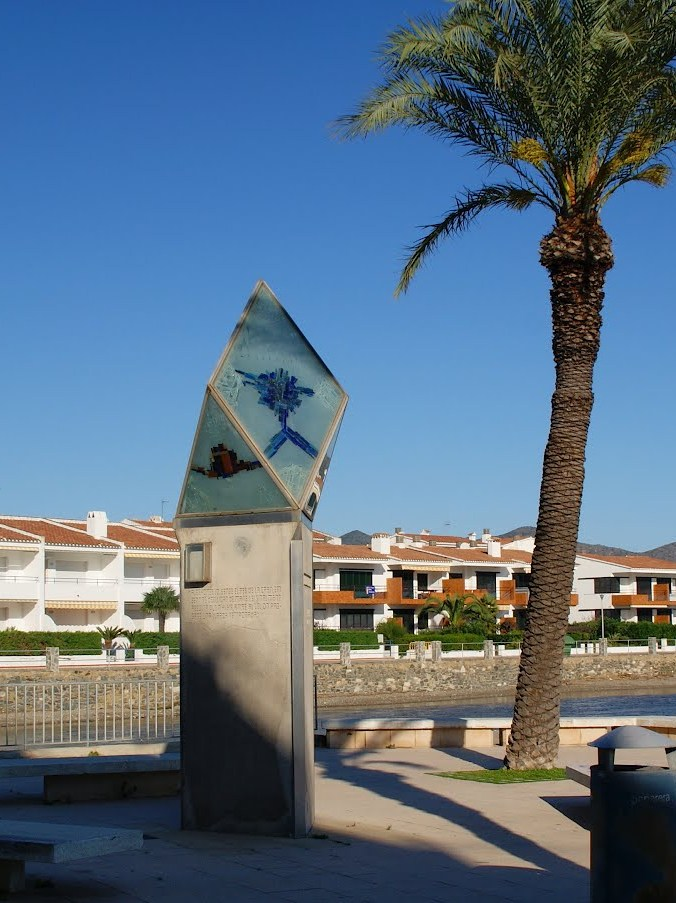
Monumento erigido em memória a Pere Calders no passeio marítimo de Llançà.

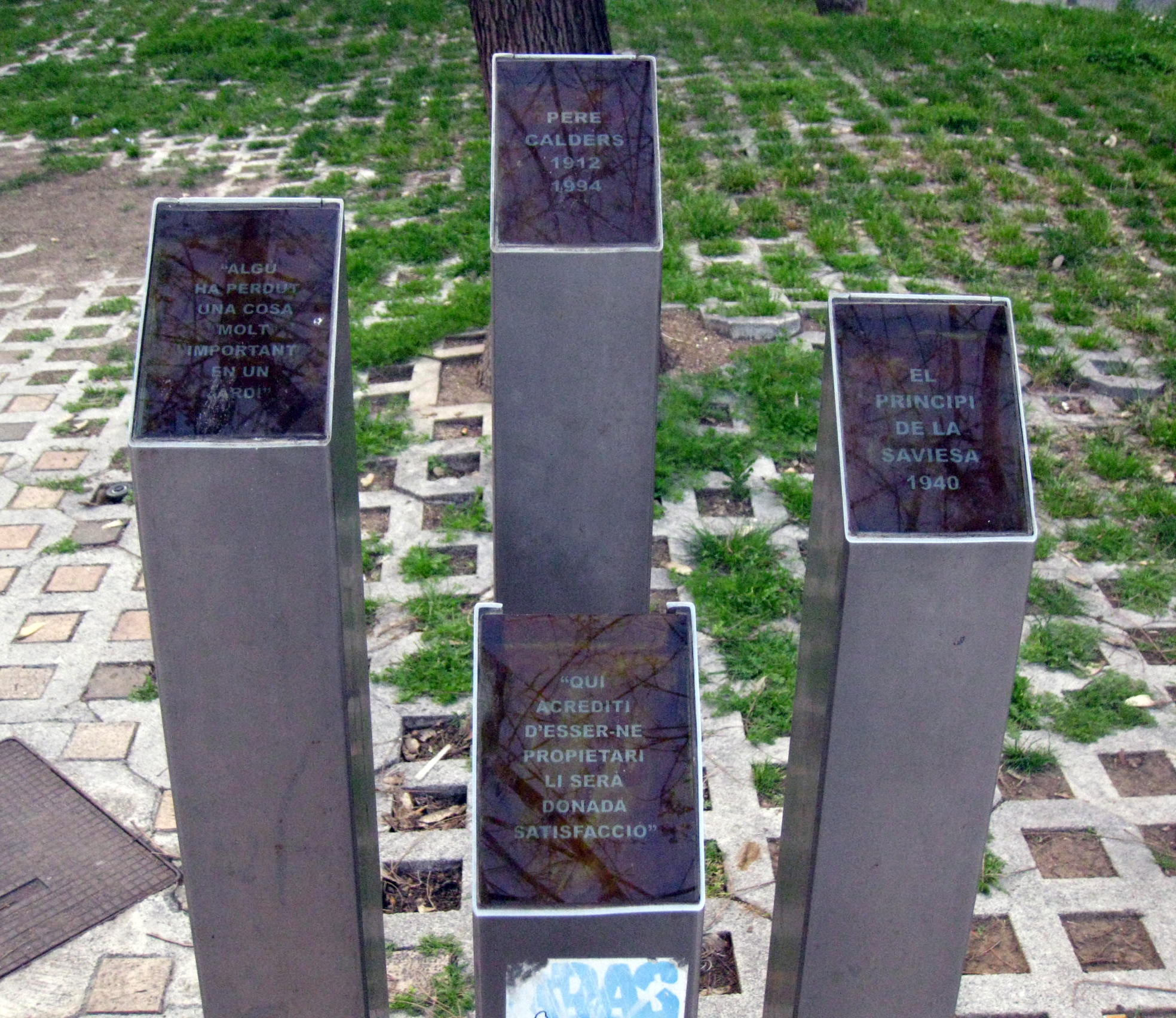
Monumento a Pere Calders, na Ronda del Mig, em Barcelona, obra de Sara Pons (2004)

### Coletânea de contos
- El primer arlequí. Barcelona: Quaderns Literaris, 1936.
- Unitats de xoc. Barcelona: Institució de les Lletres Catalanes, 1938.
- Memòries especials. 1942.
- La ratlla i el desig. Mèxic. 1947.
- Cròniques de la veritat oculta. Barcelona: Selecta, 1955.
- Gent de l'alta vall. Barcelona: Albertí, 1957.
- Demà a les tres de la matinada. Barcelona: Albertí, 1959.
- Invasió subtil i altres contes. Barcelona: Edicions 62, 1978.
- Antaviana, com Dagoll Dagom. Barcelona: Edicions 62, 1979.
- Tot s'aprofita. Barcelona: Prometeo, 1981.
- Raspall. Barcelona: Hymsa, 1981.
- El sabeu, aquell?. Barcelona: Casals, 1991
- De teves a meves: trenta-dos contes que acaben més o menys bé. Barcelona: Laia, 1984.
- Els nens voladors. Barcelona: Argos-Vergara, 1984.
- Tres per cinc, quinze. Barcelona: La Gaia Ciència, 1984.
- La cabra i altres narracions. Barcelona: Miquel Arimany, 1984.
- El desordre públic. Barcelona: Empúries, 1985.
- Un estrany al jardí. Barcelona: La Magrana, 1985.
- El barret fort i altres inèdits. Barcelona: Edicions 62, 1987.
- Dibuixos de guerra. Kalders i Tísner. Barcelona: La Campana, 1991.
- L'honor a la deriva. Barcelona: Cercle de Lectors, 1993.
- Mesures, alarmes i prodigis. Barcelona: Edicions 62, 1994.
- La lluna a casa i altres contes. Barcelona: Publicacions de l'Abadia de Montserrat, 1995.
- Tots els contes. Barcelona: Labutxaca, 2008.

### Romances
- La glòria del doctor Larén. Barcelona: Quaderns Literaris, 1936.
- Gaeli i l'home Déu (1937). Barcelona: Edicions 62, 1986
- L'ombra de l'atzavara. Barcelona: Selecta-Catalònia, 1964 (prêmio Sant Jordi, 1963). Este romance se passa no submundo do exílio catalão no México durante o franquismo. Frequentemente brinca com o embate cultural com os habitantes do país e com as saudades e sofrimentos dos exilados. Ele define retratos que revelam o absurdo da condição humana com um humor pessoal corrosivo, que alguns classificam dentro de realismo mágico. O protagonista é um humilde catalão que trabalha em uma editora (como o próprio Calders) e passa seu tempo livre entre a segunda família que para ele é o Centro Catalão do México, e sua esposa, com quem a convivência se torna impossível.
- Ronda naval sota la boira. Barcelona: Selecta, 1966.
- Aquí descansa Nevares i altres narracions mexicanes. Madrid: Alfaguara, 1967
- La ciutat cansada (inacabada). Barcelona: Edicions 62, 2008.
- L'amor de Joan (inacabada). Barcelona: Revista Els Marges, 2008.
- Sense anar tan lluny (inacabada). Bellaterra: Universitat Autònoma de Barcelona, 2009.
- La marxa cap al mar (inacabada). Bellaterra: Universitat Autònoma de Barcelona, 2009.

### Teatro
- Taula rodona (inacabada) Argentona: Voliana, 2015. (O livro inclui La joia de ser catalans, de Víctor Alexandre, que se funde com a obra de Calders)

## Homenagens
Em 1992, a Universidade Autônoma de Barcelona concedeu-lhe o título de doutor honoris causa. Em 6 de junho de 2012, a Generalidade da Catalunha e a prefeitura de Barcelona comemoraram o centenário de nascimento de Pere Calders com um ano de eventos e homenagens.